# 다카가미촌
다카가미촌(高神村)은 지바현 가이조군에 일찍이 존재했던 촌이다. 현재의 조시시 동남부에 해당한다.

## 지리
- 현재의 조시정의 정명은, 다카카미 히가시정, 다카진 니시정, 덴노다이정, 나라라이정, 오바타정, 오바타신정, 기미가하마, 이누보사키정, 나가사키정, 도가와정, 도가와다이정, 이누와카정, 다카카미하라정이 구 다카가미촌의 마을 구역에 해당된다. 주요 산업은 농업과 어업이었으며, 어업의 거점이었던 외곽 강에는 작은 도시 지역이 형성되었다.
- 마을 안에는 이누보사키가 있다.
- 마을은 태평양에 면해 있다.

## 역사
- 1889년 4월 1일 - 정촌제 시행에 수반해 근대 초기부터 다카카미촌이 단독으로 시정촌을 형성하였다.
- 1930년 9월 6일 - 같은 날 자정부터 7일 새벽까지 소토카와 어항 개축 사업의 과중한 세금과 미사용 자금 문제에 불만을 품은 마을 주민들이 폭도로 돌변해, 마을회관과 역, 촌장과 촌장 파벌의 마을 의회 의원의 집이 습격당했다. (다카가미촌 폭동)
- 1932년 12월 12일 - 이듬해 조시시의 출범을 앞두고 다카가미촌 의회도 지리적 관계로 인해 조시시에의 참가를 심의했지만, 마을의 주요 수입원인 해조류 채취 어업권의 수입 처리를 둘러싸고 단일촌 제도의 존속을 주장하는 목소리가 끊이지 않아 조시시에의 참가가 연기되었다.
- 1935년 6월 22일 - 마을에 있는 이누보사키 등대의 귀환 축제가 조시시와의 공동 프로젝트로 개최되었다. 합병의 모멘텀을 되찾을 수 있는 기회이기도 하다.
- 1937년 2월 11일 - 조시시에 편입되어 소멸하였다. 마을 회관의 폐허는 조시 시청 다카가미 출장소(1957년 폐지)가 되었다.

## 인구
| 1891년 | 6,594 |
| 1908년 | 7,594 |
| 1920년 | 7,316 |
| 1930년 | 8,065 |

## 교통

### 철도
- 조시철도 (→ 조시 전기 철도)
  - 조시 철도선 (→ 조시 전기철도선

## 참고문헌
- 角川日本地名大辞典編纂委員会『가도카와 일본 지명 대사전 12 千葉県』、가도카와 쇼텐、1984年 ISBN 4040011201
- 『続銚子市史 1 昭和前期』、銚子市、1983年